# بژوزووا وولکا
بژوزووا وولکا (به لهستانی:  Brzozowa Wólka) یک روستا در لهستان است که در گمینا گرایوو واقع شده‌است.